# Герб Володави
Герб Володави — герб міста в східній Польщі, що розташоване на річці Західний Буг.
Опис: у зеленому полі одягнений у срібну броню лицар із срібним султаном на шоломі, що має золотий меч в піхвах на поясі, золотий спис у правиці, лівиця на поясі.